# ウィーン地下鉄6号線
ウィーン地下鉄6号線 (Line U6) は、ウィーン路線網が運営する地下鉄路線の1つである。現在、フロリズドルフ駅からジーベンヒルテン駅まで17.3キロメートル、24駅があり、ウィーン地下鉄で最長である。しかし、2017年には延伸された1号線の方が長くなる予定である。最初の区間は1989年に開業し、現在の区間は1995年に完成した。この線は、ドイツ語圏で唯一、第三軌条方式でなく 架空電車線方式で運行されている地下鉄線である。これは、同線の大部分がかつてのシュタットバーンの高架線で、架空電車線方式で運行されていたからである。地下鉄に転換されたとき、4号線のように、高床車両と第三軌条方式に転換するのはコストがかかりすぎたと考えられる。

## 駅一覧
- フロリズドルフ駅
- ノイエ・ドナウ駅
- ハンデルスカイ駅
- ドレスナー・シュトラーセ駅
- イェーゲルシュトラーセ駅
- シュピッテラウ駅
- ヌスドルファー・シュトラーセ駅
- ヴェーリンガー・シュトラーセ＝フォルクスオーパー駅
- ミヒェルボイアーン＝AKH駅
- アルザー・シュトラーセ駅
- ヨーゼフシュタッター・シュトラーセ駅
- ターリアシュトラーセ駅
- ブルクガッセ＝シュタットハレ駅
- ウィーン西駅
- グンペンドルファー・シュトラーセ駅
- レンゲンフェルトガッセ駅
- ニーダーホーフシュトラーセ駅
- マイドリンク駅
- チェルテガッセ駅
- アム・シェーフベルク駅
- アルテルラー駅
- エルラー・シュトラーセ駅
- ペルフェクタシュトラーセ駅
- ジーベンヒルテン駅